# 側衆
側衆（そばしゅう）は、江戸幕府の役職のひとつ。御側衆（おそばしゅう）とも呼ばれた。

## 概要
側衆（御側・御側衆）は、将軍側近の重職、役高5000石、定員5～8名、幕府の組織制度において老中の管轄支配下とされた。当初は、将軍近侍からの政務及び監察権の行使に関与していたことから強い政治力を持ち、老中以上の実権を握る者も実在した。旗本の補任される役職 (旗本役) では、大番頭、留守居とならび最高位の格式を誇った。
3日に1度の宿直勤務があり、将軍の就寝中の当番を務めた。主に将軍の警護や、将軍が就寝中に老中などによって持ち込まれた政策などを取次ぐ役割であった。また、奥向きの諸般のことをはじめ小姓、小納戸、奥医師などの進退を支配した。将軍の親任をうけて御側御用人や御側御用取次に取り立てられる場合があり、それ以外の平側衆は主として2000～3000石級の家禄の上級旗本が番方系の役職を進んで最後に就任する役職であった。

## 起源
『柳営補任』の御側衆の項目では、4代将軍徳川家綱の時代の承応2年（1653年）に家綱が寝所を大奥から中奥に移したのに伴い、久世広之、牧野親成、内藤忠由、土屋数直の4人が昼勤し、夜の交代宿直することを命ぜられたことが始まりとされている。実体としては、3代将軍徳川家光の時代の中根正盛が「御側」として勤めたことに始まったといわれる。呼び名についても当初は一定せず、「御座之間詰」、「御側御奉公」、「御近習之御奉公」、「御側」などの呼び名が使われ、徳川綱吉の代になって「御側衆」が定着した。就任時に「御側衆」と明記されたのは寛文2年2月22日の森川重名が初見と見られる。

## 職務
徳川家光が寛永12年10月から12月頃に中根正盛を御側に任じて幕閣との取次役とし、正規の監察機構とは別に監察権限を与えて幕藩制社会全般の動向を把握させ、また、正盛を評定所へ出座させることにより幕府行政をも監察させ、家光への情報チャンネルとした。側衆が行う監察機能は、久能山や日光山の巡視、御家人の宅地査察、京・大坂・堺の巡察、評定所出座などがあった。幕府行政のトップが協議される評定所への出座職務は、正盛以後の側衆にも引き継がれたが、徳川綱吉の代になり牧野成貞が側衆から側用人になって以後、側衆としての役務から外され、側用人が将軍の情報取次に成り替わることで側衆の政治力は低下した。諸国の監察機能についても、側衆配下の国目付が次項のように担当を引き継いでいったが、綱吉の時代に消失した。

### 国目付の引継ぎ
側衆のうち、諸国監察を任とする配下の国目付を与力としていたものの引継ぎ状況（側衆への就任・離任の時期とは必ずしも一致しないため注意）。
- 当初の担当
  - 中根正盛（明暦元年8月3日まで、致仕）
- 明暦元年9月17日からの引継ぎ
  - 内藤忠由（寛文元年12月24日まで、寄合に昇進）
  - 土屋数直（寛文2年2月22日まで、若年寄に昇進）
  - 久世広之（寛文2年2月22日まで、若年寄に昇進）
- 寛文2年2月晦日からの引継ぎ
  - 森川重名（寛文6年12月8日、没）
  - 松平氏信（延宝2年12月16日、辞任）
  - 板倉重直（延宝4年4月10日、辞任）
- 上記より各個に引継ぎ
  - 松平信興（重名の国目付を引継ぎ、寛文7年2月10日-延宝7年7月10月、若年寄に昇進）
  - 石川乗政（氏信の国目付を引継ぎ、延宝2年12月26日-延宝7年7月10月、若年寄に昇進）
  - 内藤重頼（重直の国目付を引継ぎ、延宝4年5月14日から）
- 上記より各個に引継ぎ
  - 三枝守俊（信興の国目付を引継ぎ、延宝7年8月25日から）
  - 稲葉正休（乗政の国目付を引継ぎ、延宝7年8月25日から）

これらの国目付の引継ぎは、天和元年12月に牧野成貞が側用人に就任した後の、天和2年4月10日に国目付が小十人組（御目見以上、250～300石の地方知行取）へ昇進したことにより、国目付の監察機能とともに消滅した。側用人に権威・権力・情報が集まった代わりに、側衆は強い政治力を持たなくなった。この後も、側衆から側用人・御側御用取次などの昇進ルートがある他、平の側衆は御家人の出世ルートの最後を飾る極官となった。

## 関係人物
- 中根正盛（旗本・御側 / 大目付） 側衆の源流といわれ、家光の意向を背景に権勢をふるった[2]。
- 堀田正盛（大名・御側 / 元老） 老中から家光の御側に回り、元老となって中根正盛と共に家光を輔佐した。